# Codena
Codena is een plaats (frazione) in de Italiaanse gemeente Carrara.